# Anna Sundström

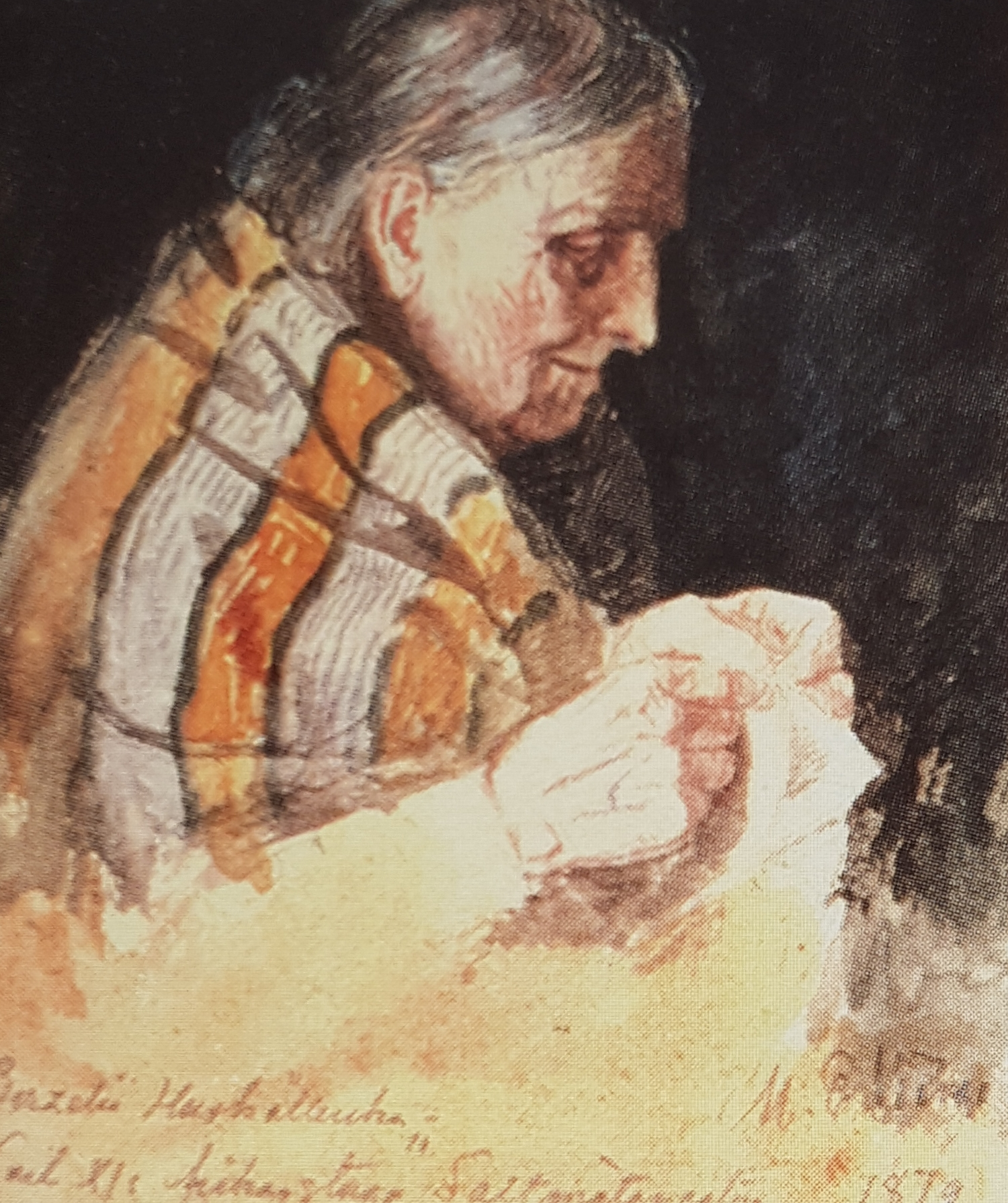
Anna Sundström gemalt von Mårten Eskil Winge

Anna Sundström (* 26. Februar 1785 in Kymlinge, Spånga socken (heute Stockholm) als Anna Christina Persdotter; † 27. Juni 1871 in Stockholm) war Haushälterin und Assistentin des Chemikers Jöns Jakob Berzelius, der als Vater der modernen Chemie gilt. Gemeinsam mit Louise Hammarström wird sie als erste Chemikerin Schwedens bezeichnet.

## Biografie
Anna Christina Persdotter wurde als Tochter eines Bauern in Kymlinge nördlich von Stockholm geboren. Den Nachnamen Sundström nahm sie später gemeinsam mit ihrer älteren Schwester Maria an. Anna zog nach Stockholm und fand eine Anstellung als Haushälterin bei Kommissar Callin im Tyska bagerns hus (Haus des deutschen Bäckers). Berzelius mietete ab 1809 einige Zimmer bei Callin und als er neun Jahre später wieder auszog, folgte Anna ihm als Haushälterin in seinen neuen Haushalt. Nachdem sie zunächst nur als Haushälterin tätig gewesen war, war sie mit der Zeit mehr und mehr in Berzelius Arbeit im Labor involviert und eignete sich für eine Frau der damaligen Zeit ungewöhnliches Wissen in der Chemie an. Sie organisierte Berzelius Labor und beaufsichtigte Berzelius Schüler. Von Friedrich Wöhler erhielt sie den Beinamen die gestrenge Anna. Wöhler lobte auch Annas wissenschaftliches Interesse und beschreibt, dass sie lieber Schwefelsäure destilliere, als Mittag zu kochen.
1835 verlobte sich Berzelius mit der 24-jährigen Elisabeth Poppius und Anna musste den Haushalt verlassen. Es wird vermutet, dass sie auch nach Ende ihrer Anstellung von Berzelius und dessen Schülern finanziell unterstützt wurde. 1871 starb sie 86-jährig in Stockholm.

## Ehrungen
- Die Sektion für anorganische Chemie der Schwedischen Chemischen Gesellschaft vergibt jährlich den Anna Sundström award für die beste Doktorarbeit in anorganischer Chemie.[5]
- Die Königliche Technische Hochschule in Stockholm hat einen Lesesaal nach Anna Sundström benannt.[1]